# Fababy
Fababy, pseudonimo di Fabrice Ayékoué (Parigi, 24 gennaio 1988), è un rapper francese di origine ivoriana.

## Discografia

### Album in studio
- 2012 – La symphonie des chargeurs
- 2013 – La force du nombre
- 2016 – Ange et démon
- 2017 – Podium vol. 1
- 2018 – La symphonie des chargeurs vol. 2
- 2022 – Éléphant d'or

### Raccolte
- 2023 – Fababy